# Granat itrowo-aluminiowy

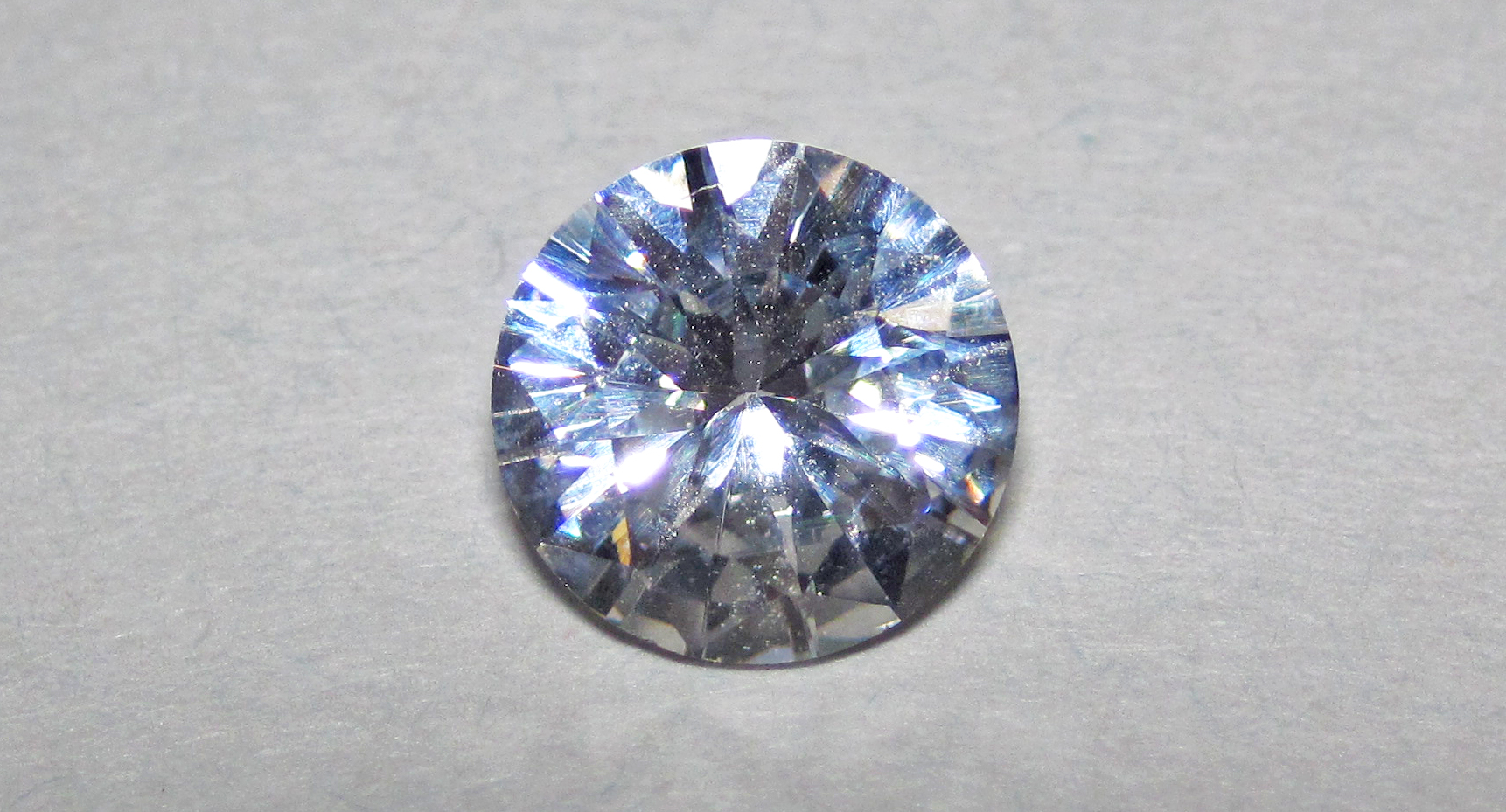
Granat itrowo-aluminiowy

Granat itrowo-glinowy, diamonair, cyrolit, YAG (ang. Yttrium Aluminum Garnet) – granat syntetyczny.

## Cechy fizyczne
- Wzór chemiczny - Y3Al5O12 - syntetyczny granat itrowo - glinowy
- Układ krystalograficzny: regularny o strukturze granatu
- Barwa: bezbarwny
- Połysk: diamentowy
- Twardość w skali Mohsa - 8,5
- Gęstość: 4,55 –4,65
- Stopień przezroczystości: przezroczysty
- Współczynnik załamania światła - 1,833- 1,835
- Dwójłomność: brak
- Dyspersja: 0,024 – 0,0298

Jest kamieniem syntetycznym nie posiadającym naturalnego wzorca. Jest przezroczysty i bezbarwny, chociaż można go produkować w różnych barwach. Służy przeważnie jako dobra imitacja diamentu, choć jest cięższy od niego. Został opracowany i otrzymany w 1969 w ZSRR (znany tam jako granatyt PER), a od 1969 r. na rynku pojawiły się kamienie o wartości jubilerskiej. Uzyskiwany jest ze stopu (metodą Czochralskiego).

## Zastosowanie
- YAG domieszkowany np. jonami neodymu Nd3+ jest stosowany jako ośrodek czynny w laserach opartych na ciele stałym.
- służy jako imitacja diamentu przy produkcji biżuterii